# Daniel Vicencio
Daniel Moisés Vicencio Quiero (La Ligua, Chile, 4 de agosto de 1992) es un futbolista chileno. Juega como defensa en Provincial Osorno de la Segunda División de Chile.

## Estadísticas
| Club                   | Div.          | Temporada     | Liga  | Liga  | Copas nacionales | Copas nacionales | Torneos internacionales | Torneos internacionales | Total | Total |
| Club                   | Div.          | Temporada     | Part. | Goles | Part.            | Goles            | Part.                   | Goles                   | Part. | Goles |
| ---------------------- | ------------- | ------------- | ----- | ----- | ---------------- | ---------------- | ----------------------- | ----------------------- | ----- | ----- |
| San Luis · Chile       | 2.ª           | 2011          | 1     | 0     | 2                | 1                | —                       | —                       | 3     | 1     |
| San Luis · Chile       | 2.ª           | 2012          | 25    | 1     | —                | —                | —                       | —                       | 25    | 1     |
| San Luis · Chile       | 2.ª           | 2013          | 9     | 0     | —                | —                | —                       | —                       | 9     | 0     |
| San Luis · Chile       | 2.ª           | 2013-14       | 37    | 2     | 8                | 1                | —                       | —                       | 45    | 3     |
| San Luis · Chile       | 2.ª           | 2014-15       | 30    | 3     | 3                | 1                | —                       | —                       | 33    | 4     |
| San Luis · Chile       | 1.ª           | 2015-16       | 21    | 0     | 5                | 0                | —                       | —                       | 26    | 0     |
| San Luis · Chile       | 1.ª           | 2016-17       | 27    | 3     | 5                | 1                | —                       | —                       | 32    | 4     |
| San Luis · Chile       | 1.ª           | 2017          | 6     | 0     | 3                | 0                | —                       | —                       | 9     | 0     |
| San Luis · Chile       | 1.ª           | 2018          | 16    | 3     | 4                | 1                | —                       | —                       | 20    | 4     |
| Coquimbo Unido · Chile | 1.ª           | 2018          | 21    | 5     | 6                | 1                | —                       | —                       | 27    | 6     |
| Coquimbo Unido · Chile | Total club    | Total club    | 21    | 5     | 6                | 1                | 0                       | 0                       | 27    | 6     |
| Cobreloa · Chile       | 2.ª           | 2019          | 8     | 0     | —                | —                | —                       | —                       | 8     | 0     |
| Cobreloa · Chile       | Total club    | Total club    | 8     | 0     | 0                | 0                | 0                       | 0                       | 8     | 0     |
| San Luis · Chile       | 2.ª           | 2020          | 16    | 0     | —                | —                | —                       | —                       | 16    | 0     |
| San Luis · Chile       | Total club    | Total club    | 188   | 12    | 30               | 0                | 0                       | 0                       | 218   | 17    |
| Palestino · Chile      | 1.ª           | 2021          | 2     | 0     | —                | —                | —                       | —                       | 2     | 0     |
| Palestino · Chile      | Total club    | Total club    | 2     | 0     | 0                | 0                | 0                       | 0                       | 2     | 0     |
| Cobreloa · Chile       | 2.ª           | 2021          | 0     | 0     | 0                | 0                | —                       | —                       | 0     | 0     |
| Cobreloa · Chile       | Total club    | Total club    | 0     | 0     | 0                | 0                | 0                       | 0                       | 0     | 0     |
| Total carrera          | Total carrera | Total carrera | 219   | 17    | 36               | 1                | 0                       | 0                       | 255   | 23    |
| 1. 2.                  |               |               |       |       |                  |                  |                         |                         |       |       |

## Títulos
| Título           | Club                | País  | Año     |
| ---------------- | ------------------- | ----- | ------- |
| Primera B        | San Luis            | Chile | 2014-15 |
| Segunda División | San Marcos de Arica | Chile | 2022    |